# 菊池ゆう
菊池 ゆう（きくち ゆう、10月6日 - ）は、日本のモデル、レースクイーン。愛称は、ゆっぴ。

## 略歴
2015年から、モーターサイクルショー、Harley-Davidsonブースに出演。
2016年から、SUPER GT、SUPER耐久、SUPER FORMULA でRQとして活動。

### レースクイーン
- 2016年：SUPER GT KONDO Racing ADVAN GAL
- 2017年：SUPER耐久 KONDO Racing ADVAN GAL
- 2018年：SUPER FORMULA TEAM LEMANSオウルテックレディ
- 2019年：SUPER耐久 TEAM NOPRO
- 2022年：SUPER GT KONDO Racing MZES RQ
- 2024、2025 : SUPER GT LMcorsaTWSプリンセス

### イベント
東京モーターサイクルショー/大阪モーターサイクルショー
2015 Harley-Davidson

2016 Harley-Davidson

2017 Harley-Davidson

2018 Harley-Davidson

2019 Harley-Davidson

2022 Harley-Davidson

## 人物
趣味は旅行。
高田ひかると同年代と述べている。